# Pássaro Azul Oriental
O pássaro azul oriental ( Sialia sialis ) é um pássaro da subespécie do   Turdidae  , está espécie é encontrado em florestas tropicais, fazendas e bosques. É o pássaro originário do estado de Missouri e Nova York.

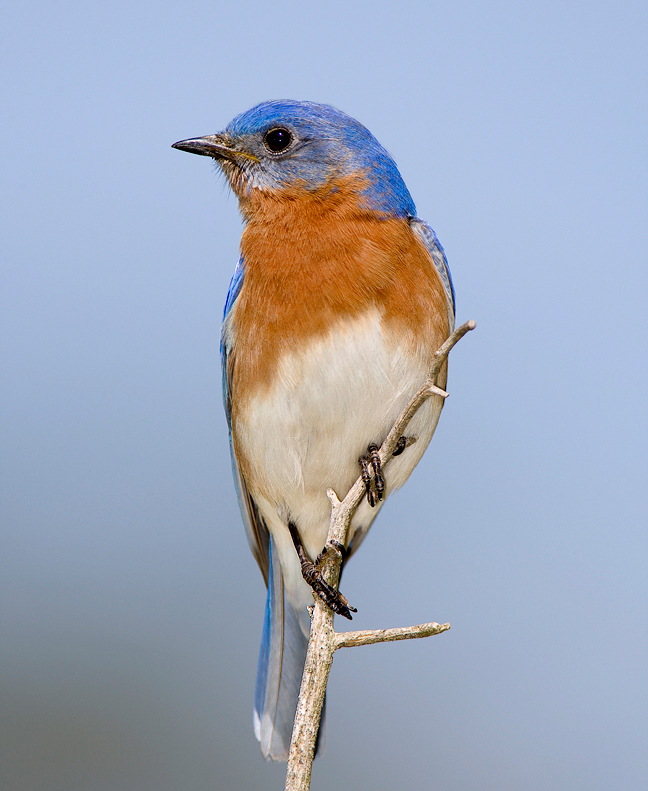
Masculino

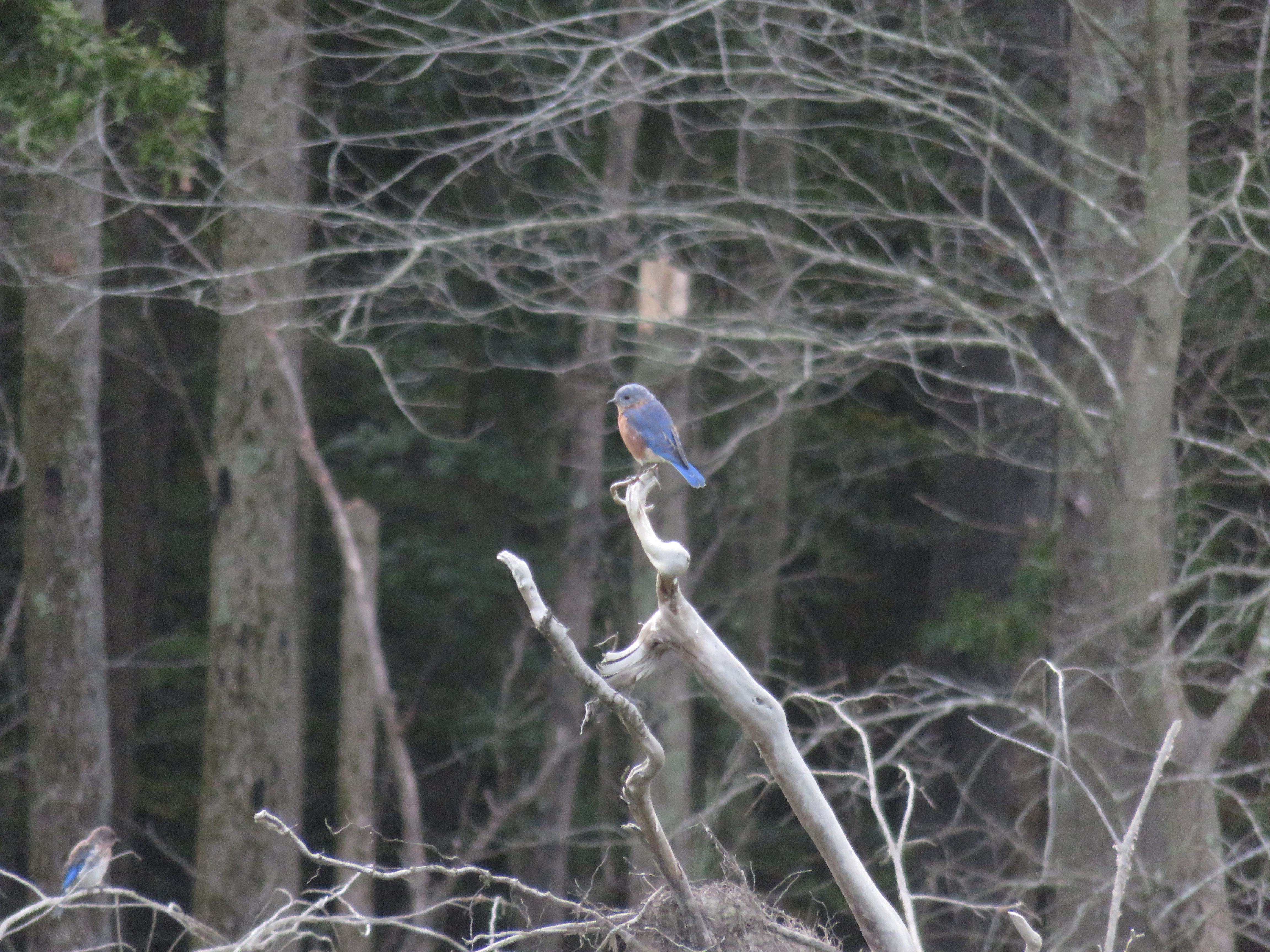
Pássaro azul oriental em Huntley Meadows Park, na Virgínia

## Habitat

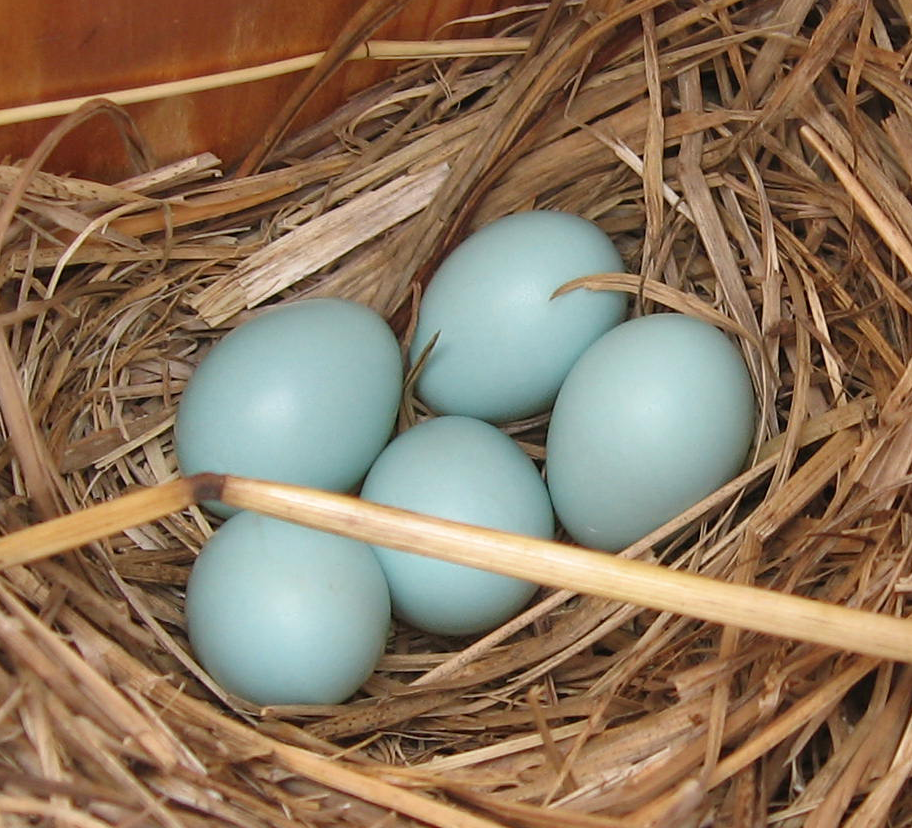
Ovos

Os pássaros azuis do leste tendem a viver em áreas abertas ao redor das árvores, mas com pouco espaço subterrâneo e escassa. Os habitats provavelmente incluíam savanas de pinheiros abertas, frequentemente queimadas, lagoas, bosques, mas abertos. Hoje, são mais comuns em pastagens, campos agrícolas, parques urbanos e até campos de golfe. Este pássaro também ocorre no leste da América do Norte e na América Central até a Nicarágua. Os pássaros que vivem mais ao norte e no oeste da cordilheira tendem a botar mais ovos do que os pássaros do leste e do sul.

## Espécies semelhantes
- Pássaro azul (Sialia mexicana)
- Pássaro azul da montanha (Sialia currucoides)